# Playa Ancha
Playa Ancha es un barrio de la ciudad de Valparaíso, región de Valparaíso (Chile) y cuenta con casi un tercio de la población total de la comuna. Se ubica sobre el extremo poniente de la bahía y abarca, de este a oeste, desde la Plaza Wheelwright, en el comienzo del sector Barrio Puerto, hasta el pequeño poblado de Laguna Verde; y, de norte a sur, desde Punta Ángeles hasta el Cerro Curaumilla, ubicada en la misma Capital Regional.
En sus faldas alberga otros cerros, como Arrayán, Artillería, Perdices, Mesilla y Toro, entre otros. Todos estos forman parte del Barrio de Playa Ancha.

## Descripción
Es un barrio residencial y de servicios. En Playa Ancha están emplazadas las instalaciones de la Universidad de Playa Ancha, la Escuela Naval Arturo Prat, sedes de la Universidad de Valparaíso, de la Pontificia Universidad Católica de Valparaíso, Astilleros ASMAR, el Servicio Hidrográfico y Oceanográfico de la Armada, el Centro de Telecomunicaciones Marítimas, el Regimiento de Infantería n.º 2 "Maipo" y el recinto en que ejerce su localía del equipo porteño de fútbol Santiago Wanderers, que llamándose oficialmente Estadio Elías Figueroa Brander es simplemente conocido como Estadio Playa Ancha; colindante con esta se encuentra el Parque Alejo Barrios, conocido antiguamente como Campo de Marte, lugar de encuentro para deportes, fiestas de chilenidad, conciertos y eventos masivos, como el Rally Dakar 2009.
Cuenta con servicios como biblioteca pública, bancos, carabineros y comercio.

## Historia
La denominación de «Playa Ancha» para este sector de Valparaíso no tiene relación con el significado común de la palabra playa como ribera extensa del mar formada naturalmente de arenales; a juzgar por los documentos que obran en el Archivo del Obispado de Valparaíso y en los primeros planos reguladores del puerto. El nombre deriva de la explanada ubicada en el otrora “Campo de Marte” y que correspondería al viejo sector el Parque donde hoy están el Estadio Regional, el Parque Alejo Barrios y las dependencias de las universidades de Playa Ancha, y de Valparaíso más la Escuela Naval Arturo Prat. Así lo atestiguan las expresiones de Diego Portales ya en la primera mitad del siglo XIX que en sus cartas a su amigo Antonio Garfias le señala, un mes antes de ser propuesto para el cargo de gobernador de Valparaíso, que había recibido el cometido del Presidente Prieto de constituir las guardias cívicas en los “llanos de Playa Ancha”, haciendo mención al área del Parque.
En el diccionario de la Real Academia se afirma también que en algunos países playa significa espacio plano, ancho y despejado, destinado a usos determinados en los poblados y en las industrias de mucha superficie como por ejemplo: Playa de estacionamiento. 
Originalmente los terrenos del costado sudoccidental de Valparaíso, que recibieron el apelativo de Playa Ancha, fueron de propiedad de don Guillermo González de Hontaneda, quien a petición de Diego Portales donó a la ciudad los suelos planos de Playa Ancha y de la quebrada Taqueadero, para su urbanización, el 7 de julio de 1833. De allí surgieron, en la meseta de Playa Ancha, las urbanizaciones de Bueras y San Juan del Puerto. 
Una de las curiosidades respecto al cerro es que una de sus quebradas, la que desemboca en la Playa Las Torpederas, se llamó en sus inicios quebrada de la pintura, debido a la existencia de una cueva con pinturas rupestres en el inicio de la quebrada, cueva y pinturas que desaparecieron con el terremoto de 1906 y luego con el trazado de calles y la urbanización. Actualmente se le llama quebrada Riofrio, por la calle y población colindantes.
El trazado urbano de su parte central se remonta a 1875, aunque su carácter emblemático lo tomó a principios de los años 1900 y fundamentalmente después del terremoto de 1906, cuando un número considerable de familias acomodadas, eligieron sus macizos terrenos para construir sus viviendas, de estilos europeos, haciendo un uso pródigo de la madera, sobre todo del roble americano y el pino oregón, con diseños de distinguidos arquitectos de ese período, como Renato Schiavon, Esteban Harrington y Arnaldo Barison. 
En el sector alto, en el Camino La Pólvora, se ubicaba, desde inicios de 1900 los campos de cricket, que habían sido creados por la colonia británica de Valparaíso. A ese sector de Quebrada Verde se le denominaba popularmente el “Crique”.

## Sitios de interés

### Parque Alejo Barrios
Es una planicie ubicada entre la Universidad de Playa Ancha y la Escuela Naval Arturo Prat. En la segunda mitad del siglo XIX era conocida como Campo de Marte, puesto que en este lugar se efectuaban los ejercicios y la parada militar de marinos y militares. Los terrenos fueron donados por Alejo Barrios, regidor, alcalde y diputado por Huasco, militante del Partido Nacional.
El parque está compuesto por cuatro canchas de tierra donde juegan los 22 clubes que pertenecen a la Asociación de Fútbol Alejo Barrios. Durante las Fiestas Patrias, se instalan las fondas y ramadas. En 1898, se grabó la primera película chilena Un paseo a Playa Ancha. En 1922, se funda la Asociación de Básquetbol y Voleibol de Valparaíso.

### Avenida Playa Ancha
Hasta los años 20, se llamaba Camino del Arrayán, luego cuando mejoró su trazado, se plantaron árboles (ciruelos) y se adoquinó la calzada, entonces se rebautizó con el nombre de Avenida Playa Ancha.
Desde finales del siglo XIX hasta los años sesenta, el sector El Parque de Playa Ancha fue un lugar de juergas y de recreación. En los siglos XVIII y XIX se hacían en las inmediaciones, carreras de caballo en la denominada Corredera, y la explanada sin árboles se utilizaba para elevar cometas y hacer campeonatos ecuestres. Ya a finales de siglo XIX surgieron las primeras ramadas para festejar las Fiestas Patrias y la década de 1920 se comenzaron a realizar las paradas militares en la elipse del Parque Alejo Barrios.
Hubo varias quintas de recreo que durante los fines de semana congregaban a numeroso público en área: La Martínez y la Capri en la subida Las Torpederas y la Estadio, la Sirena y la Roma en el comienzo de la Avenida Playa Ancha. Hoy sólo queda esta última, con un mobiliario que cuenta con mesones de roble americano y escaparates que se remontan al año 1918.
En la esquina de esta avenida y la calle Mercado, se hallaba en el pasado, hasta el comienzo de los años 70, la denominada casa misteriosa que correspondía a una residencia que durante muchos años mantuvo sus postigos y celosías cerrados, habitada por dos hermanas solteras de origen alemán, que vivieron en completo aislamiento con el mundo exterior. Más hacia arriba se encuentran las dependencias del Club Deportivo Playa Ancha, que aunque es una organización recreativa de barrio, cuenta con piscinas, canchas de tenis y de fútbol. 
En este sector se criaron las hermanas Sonia y Myriam Von Schrebler, hijas de Cora Santa Cruz, específicamente, en la calle Alcalde Barrios, frente a la vieja Escuela de Menores. En la década de los cuarenta, siendo aún niñas, crearon el dúo, que se haría famoso, posteriormente, en toda Latinoamérica y España, por sus interpretaciones de boleros clásicos. 
En la planicie de esta avenida se encuentra aún el edificio que ocupó durante muchos años el colegio católico Religiosas Pasionistas, que contaba con un internado donde estudiaron muchas generaciones de mujeres. El primer grupo de monjas vino de Inglaterra en noviembre de 1912. La hermana Margarita María Reiley fue la primera directora del establecimiento, hasta su muerte el 21 de enero de 1941.
A finales de la década de los cincuenta y hasta el comienzo de los setenta, esta avenida, entre las calles Pedro León Gallo y el pasaje Tres Coronas se transformó en un centro de vida juvenil de la clase media acomodada. Cada atardecer se juntaban grupos de jóvenes a pasearse por la vereda norte y a veces confluían en la fuente de soda El Bómbolo que instaló el primer Wurlitzer que fue habilitado en el sector. Entre estos jóvenes estaban los hermanos David y Carlos McIver que darían origen a la primera banda de rock formada en Chile: Los Mac's

### Avenida Gran Bretaña

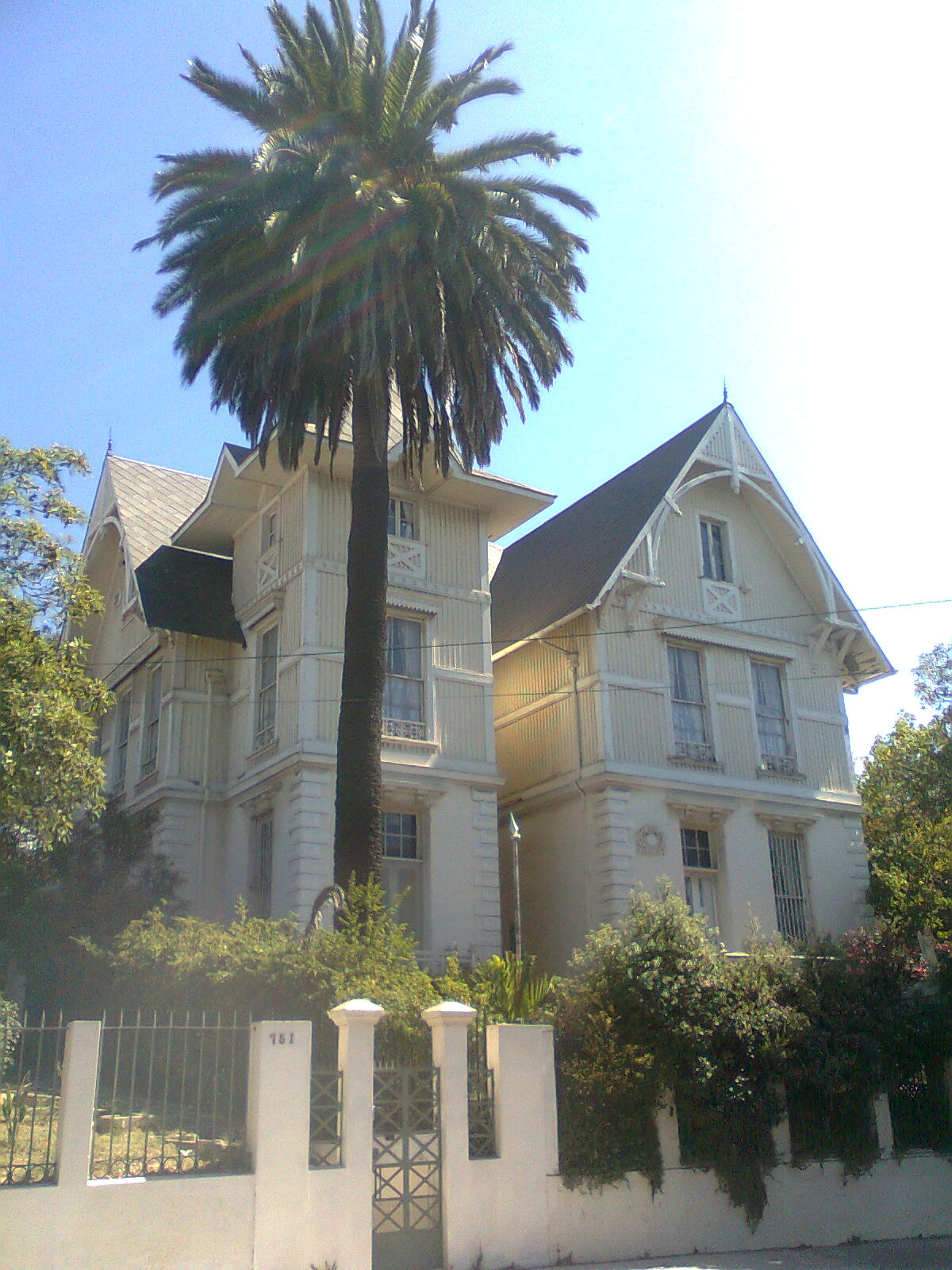
Casa en Avenida Gran Bretaña.

Sigue el antiguo trazado del camino cintura que llegaba hasta los Campos de Marte, y era la única vía que recorría esta parte del cerro. Las agraciadas casas notables al comienzo de esta avenida, fueron erigidas después del Terremoto de Valparaíso de 1906 que causó la devastación en la ciudad. El material usado para la reconstrucción fue la madera, al igual de la ciudad de San Francisco, en los Estados Unidos, también conocida por sus terremotos. El arquitecto Esteban Orlando Harrington, nacido en Valparaíso en 1873, fue el encargado de rediseñar este barrio, comprándoles los terrenos a la familia de Josué Waddington. Aún se mantienen algunas de las célebres casonas que flanquean la Avenida, junto a viejos árboles Pittosporum.
También al inicio de esta arteria está el Regimiento Maipo y frente a él se encontraba, hasta mediados de la década de 1960, el jardín San Pedro, uno de los lugares preferidos para el solaz de las familias acomodadas de Playa Ancha. Allí se fundó posteriormente el liceo María Luisa Bombal.
Una de las casas más elegantes del barrio de la Avenida Gran Bretaña, corresponde a la del número 761, propiedad de Einar Rosenqvist, cónsul de Noruega en Valparaíso en los primeros años del siglo XX, diseñada por el arquitecto chileno Carlos Federico Claussen.
Una gran parte del antiguo empedrado de la Avenida Gran Bretaña, como el de otras calles de Playa Ancha, proviene de Noruega, en virtud de la cesión que hizo Rosenqvist a su barrio, aprovechando los adoquines que traían, como lastre, los navíos noruegos que venían a buscar carga a Valparaíso.

### Avenida Altamirano

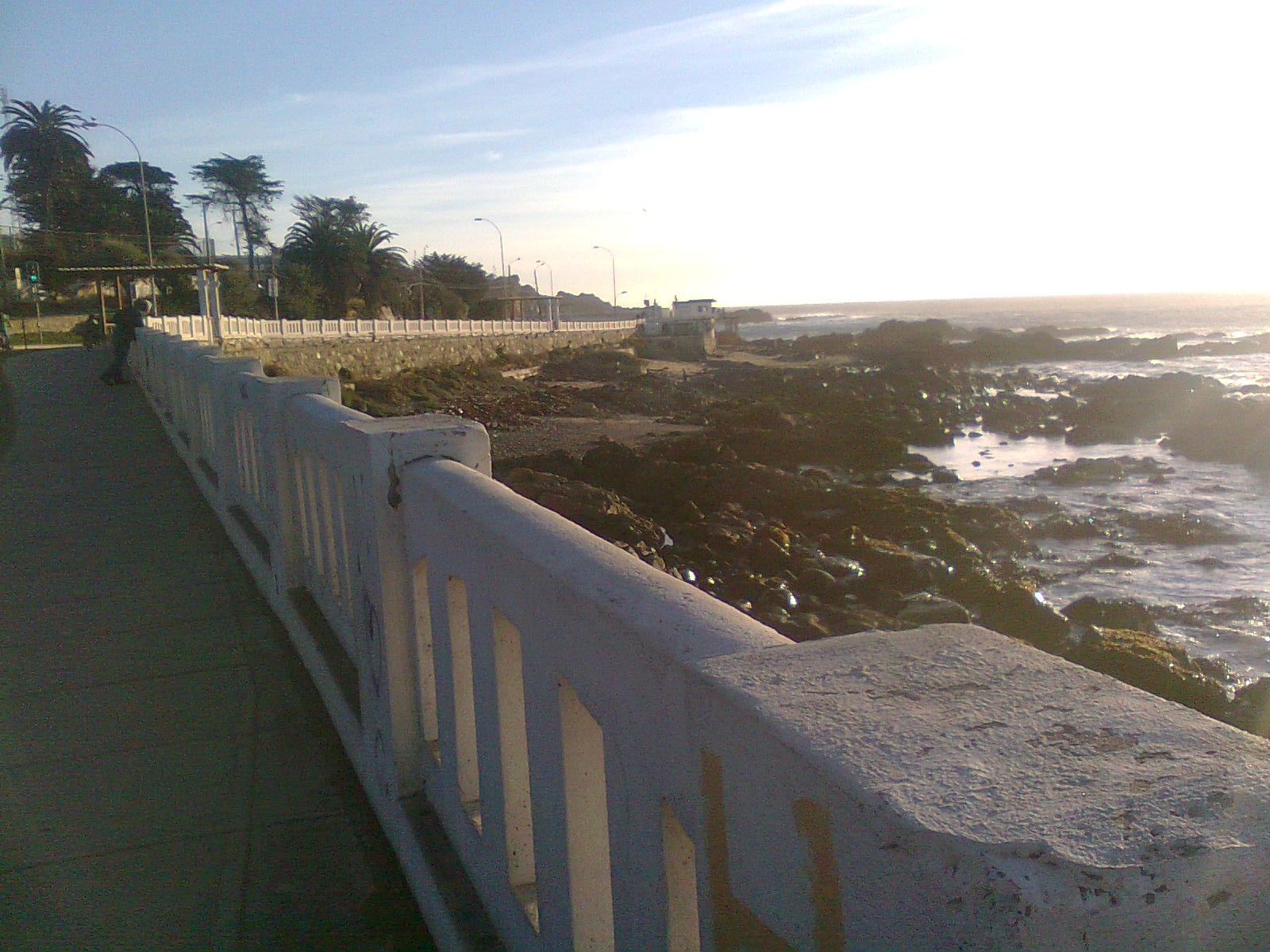
Avenida Altamirano.

Circunvala las playas San Mateo, junto al molo de abrigo; Carvallo, frente a la radio estación naval y el hospital del Salvador y Las Torpederas, esta última cuyo apelativo corresponde a la existencia, a finales del 1900, de las lanchas torpederas que intervinieron en la Guerra del Pacífico en 1879 y que se situaron en un depósito edificado en esa caleta.
El nombre de esta avenida costera deriva de don Eulogio Altamirano, que fue juez del crimen de Valparaíso, en 1868 y posteriormente ministro de justicia, en 1869, y finalmente intendente de Valparaíso. en 1876.
Este paseo marítimo permite al público, en general, que a través de caminatas se pueda admirar, en su esplendor, la belleza de la costa playanchina, tomando en cuenta, principalmente, las puestas de sol en la línea del horizonte. Con sus paseos y miradores de la Caleta El Membrillo, los jardines del Rubén Darío, el paseo Córdoba y el paseo Rancagua, se completa la gama de sitios de esparcimiento que se encuentran a lo largo de esta serpenteante avenida.

### Medio y Alto Playa Ancha
En términos generales se les suele decir Alto Playa Ancha todos los terrenos que están sobre la Avenida Playa Ancha, siendo los que están al Norte conocido popularmente como Bajo Playa Ancha, el sector medio del cerro ha cambiando con las últimas décadas, debido a la gran expansión hacia arriba que ha tenido la ciudad, pues a principios de los años 50 el límite del cerro era la quebrada los Lúcumos, pues al otro lado estaba el Parque que había donado el industrial Federico Santa María, el cual teóricamente jamás iba a ser urbanizado, pero a finales de esa década, fue el propio Estado quien expropió el parque para reubicar familias venidas de otros puntos de Valparaíso. Esto se decidió en políticas a puertas cerradas bajo términos especulativos, pues sería en esta época en que el motor vehicular tuvo su apogeo en la planificación de políticas públicas de la ciudad portuaria, por lo que vivir en el plan o en cerros más bajos ya era un lujo. Es así que crecieron muchos barrios, como Valle Verde, Montedónico, Puertas Negras, etc. Todos estos asentamientos, llegaron a conurbar con el Camino La Pólvora, a más de 300 m sobre la ciudad. Dado este crecimiento, es que hoy en día se le conoce como Alto Playa Ancha a todas las urbanizaciones desde el Mirador Marina Mercante hasta el camino La Pólvora.
De esta parte de Playa Ancha, proviene una cantidad importante de personajes y grupos que cobraron celebridad en Chile y en el extranjero, como son los casos de los jugadores de fútbol Conrado Welch, David Pizarro y Eugenio Méndez y de los músicos del grupo famoso de los años sesenta: Los Blue Spendor. En este sector, comprendido entre la Avenida Playa Ancha y la Quebrada La Tortuga y tomando la Av. Quebrada Verde como eje central en el ascenso, se encuentran el Colegio María Auxiliadora, cuna de muchas generaciones de estudiantes femeninas, el Deportivo Playa Ancha, la Parroquia San Vicente de Paul y una Comisaría de Carabineros. Entre las quebradas La Tortuga y Los Lúcumos, se encuentran la población Porvenir y la Población Marina Mercante, la cual consiste en un grupo de edificios construidos en la década del 60 y que fue el refugio de muchas familias porteñas. Como balcón colectivo, frente a las viviendas y hacia la bahía se encuentra el Mirador, que provee una de las vistas más bellas de Valparaíso. De este lugar, bajando el cerro y alcanzando la calle Detective Barahona se puede acceder al Cerro Cordillera. Retomando y ascendiendo por la calle Levarte, luego del mirador, está el Consultorio Quebrada Verde y pasando éste el camino de bifurca en cuatro calles, a la izquierda la calle Cañería, para también llegar al Cerro Cordillera y la subida Ortúzar. Hacia la derecha se proyectan la Av. José María Caro y la Av. Santa María. La primera lleva al 1.er Sector, cuya urbanización comenzó en 1960, diseñada como una comunidad autosuficiente. Mientras que la segunda lleva hacia las demás poblaciones del cerro siendo la arteria principal y que más adelante cambia de nombre como Av. Baden Powell, la cual conecta con el camino la Pólvora y el camino a Laguna Verde. Para el mundial de 1962, el cerro recibió la ilustre visita de la Selección de Fútbol de Checoslovaquia, quien eligió a este lugar como punto de descanso y concentración durante su estancia en el país.

### Laguna Verde

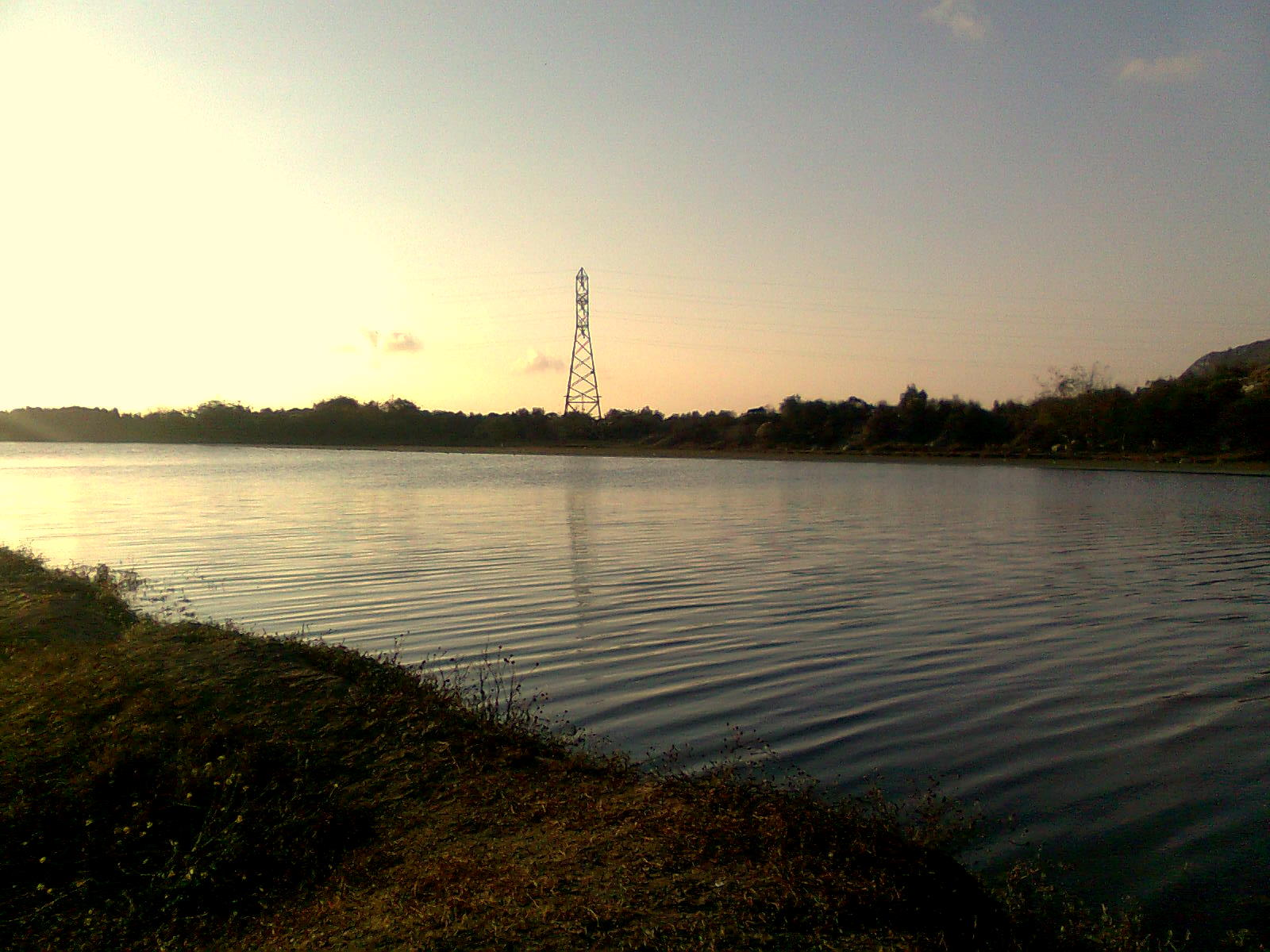
Torre de alta tensión en Laguna Verde.

Laguna Verde es un pequeño poblado enclavado en un santuario de la naturaleza, donde se mezclan de manera única las bondades del campo y el litoral. Prácticamente escondido de la civilización, a 7 kilómetros al sur de Playa Ancha, es uno de esos lugares que te dejan una rara sensación, casi mística, un deseo inexplicable de querer volver, para sentarse nuevamente en sus blancas arenas con la única intención de observar la grandiosidad de su naturaleza. 
Laguna Verde nace producto de la subdivisión de la antigua hacienda "La Laguna", nombre que le dieron los propios lugareños, quienes al mirarla desde los cerros, sobre todo en primavera, creían ver una "Laguna Verde" debido a su frondosa vegetación. Su playa se encuentra en una cerrada bahía, bordeada de altos cerros, todos cubiertos de paredes rocosas y pinos. A pesar de su aislamiento, cuenta con buenos alojamientos, un campamento bajo frondosos olivos y una caleta de pescadores.

### Las Docas
Desde Laguna Verde sale un camino de tierra entre tupidos bosques de pino, el cual se bifurca un par de kilómetros más adelante. A mano izquierda podemos ver el camino que conduce a la misteriosa playa “Las Docas”, que producto de su secreta ubicación en el pasado fue lugar de desembarco de contrabandistas. Hoy, es un lugar casi paradisíaco, apacible y rústico, con rincones de belleza primitiva y una playa libre de contaminación. 
Los idílicos parajes de Laguna Verde, con bosques que parecen encantados, su rústica caleta y la sublime grandiosidad de sus riscos y acantilados, invitan a grandes caminatas, al conocimiento interior y a experiencias iniciáticas. Se puede practicar pesca, buceo, caza submarina… o simplemente sentarse en algún rincón de la playa y ver la localidad dormir cuando llega la tarde.

## Otros sitios de interés
- La Playa Las Torpederas, con la emblemática "Piedra Feliz", famosa por la gran cantidad de suicidas que se despeñaron en ella.
- Playa San Mateo.
- Playa Carvallo.
- Caleta El Membrillo. Fondeadero de pescadores artesanales, tal vez. una de las más pintorescas y turísticas de la zona
- Paseo Rubén Darío junto al mar.
- Faro Punta Ángeles
- Mausoleo del héroe Eleuterio Ramírez en el Regimiento Maipo (Calles Gran Bretaña y San Pedro)
- "Cementerio n.º3", donde se venera la tumba del francés Émile Dubois, supuesto asesino milagroso y también donde se encuentra el memorial al sacerdote mártir Miguel Woodward Iribarri.
- Parque Alejo Barrios, donde se instalan en septiembre fondas y ramadas, que convierten al lugar en el principal punto de celebración de las Fiestas Patrias de la ciudad. Este lugar fue durante el siglo XIX el "Campo de Marte" del puerto; un espacio destinado a desfiles, maniobras militares y paseos campestres.
- Casa de Einar Rosenqvist (Avenida Gran Bretaña 761)
- Casa del Gitano Rodríguez (Calle ingeniero Mutilla 309)
- Plaza Waddington.
- Casa del actor Arnaldo Berríos (calles Alejo Barrios y Frontera).
- Casa natal del escritor Sergio Badilla Castillo (Calle Frontera 283).
- Casa del escritor Carlos León Alvarado (Calle General del Canto frente a viejo Hospital Naval.

## Iglesias históricas
En la mitad del siglo XIX, Playa Ancha recibe en su meseta a la Orden de Santo Domingo (en las inmediaciones del antiguo Fuerte Artillería), que se traslada en 1857 desde el barrio de La Matriz, La Orden Dominica contribuye con la construcción de un convento, escuela pública y capilla a la naciente urbanización y que hoy se le conoce con el nombre de Capilla de Nuestra Señora del Rosario (Pompeya), junto a la cual se encuentra el Colegio Santo Domingo de Guzmán, perteneciente a la Congregación de las Hermanas de la Caridad Dominicas de la Presentación de la Santísima Virgen.
Integrada a esta evolución, en pleno siglo XX, 1912 se construye la Iglesia San Vicente de Paul, en el lugar de confluencia entre el Camino Cintura, y las avenidas Playa Ancha y Gran Bretaña. Por su ubicación y majestuosidad este templo es considerado por los habitantes de la populosa ciudadela, como la catedral de Playa Ancha.

## Presencia de inmigrantes europeos
En Playa Ancha, al igual que otros sectores de la ciudad de Valparaíso, se avecindaron, grupos nutridos de inmigrantes europeos, provenientes de diferentes países, tales como Alemania, España, Inglaterra e Italia. La mayoría se asentó en la parte tradicional del cerro, es decir, las avenidas Playa Ancha, Gran Bretaña, Quebrada Verde y en las calles que interceptan estas arterias principales.

### Los británicos
En los primeros años de su constitución como barrio residencial, (finales del siglo XIX) los primeros extranjeros en asentarse en el área fueron británicos y algunos estadounidenses, como los casos de la familia Harrington y Waddington. En las primeras décadas del siglo XX lo hicieron las familias Murphy, Broughton, Millard, Prince, Westwood, Welch y Chelew.

### Los germanos
En el caso de los alemanes, su incorporación al barrio corresponde, más bien, a los años adyacentes a la Primera Guerra Mundial. Así una cantidad no específica de marinos del SMS Dresden, hundido el 14 de marzo de 1915, frente al archipiélago Juan Fernández, se quedó en Chile y buscaron residencia en el sector clásico de Playa Ancha. A este grupo se vinculan nombres como los de Otto Schumann Lessmann o Johan Miehle. Asimismo se instalan en este sector, otras familias de origen germano como son los casos de los Schmidt, los Egger, Los Eggeling, los Riesle, los Von Kretschmann o los Baesler.

### Los italianos
La inmigración italiana se produce durante la primera diaspora de Italia de finales de 1880 y luego con posterioridad durante la Segunda Guerra Mundial. La mayor parte de los italianos que se establece en los vecindarios de Playa Ancha, proviene del norte de Italia y espeíficamente del puerto de Génova. Apellidos como Sanguinetti, Siclari, Lagomarsino, Boitano, Barbagelata, Vaccarezza, Gazzolo, Vassallo, Schiaffino, Canessa, Costa, Fenelli, Podestá, Vindigni, Raffeto, D'Arcangeli, Schiappacasse, Palli, Cúneo, corresponden a este grupo de personas que se instaló en el sector legendario del cerro. Una gran parte de ellos abrió tiendas de abarrotes o de comestibles a las que denominaron emporios (nombre derivado del griego y posteriormente del latín que significa: lugar de intercambios y de comercio). Muy conocidos y visitados fueron estos negocios con nombres como, El Sol, El Crucero, Carrara. El progreso, Naval o la Carnicería Boitano. 
Uno de los personajes más célebres de esta colonia, fue Giovanni Sanguinetti, quien logró amasar una fortuna a fuerza de una existencia sacrificada, de extrema austeridad, al borde de la avaricia. La escalera que une a Playa Ancha con la plazuela Aduana, bordeando la subida Carampangue, se le conocía con su apellido, por la utilización que hacía el personaje de ella, para ahorrar dinero en locomoción.

### Los españoles
Los españoles, constituyen un grupo más reducido de miembros en la comunidad playanchina. Tal vez el más antiguo habitante hispánico del barrio fue don Vicente Segundo López, que habitó una hermosa casa, que aún existe, en la bajada Errázuriz, en la intersección con Amunátegui, el comerciante español Eugenio Carramiñana Valtueña instaló el Emporio Santo Domingo en 1936. Sin embargo otro número específico llegó con el barco Winnipeg, que a instancias de Pablo Neruda, fletó el gobierno chileno, para traer a refugiados de la guerra civil española; apellidos como los Falcón, Berrios, Valderrama, Madrid, Planas, Ceballos o González están relacionados con este círculo de personas.

## Educación
La educación en Playa Ancha se centra principalmente en la zona baja del cerro en donde se encuentran los colegios más tradicionales. El colegio más antiguo de la zona es el Colegio Santo Domingo de Guzmán, fundado el 1923 por la orden de los frailes de Santo Domingo, posee una de las bandas escolares más antigua, creada aproximadamente el 1940. El 1927 es fundado en contraste a la admisión única masculina del CSDV el internado de mujeres de María Auxiliadora, actualmente ya no es un internado pero a diferencia de la mixtura del CSDV este último sigue manteniendo su tradición femenina, está dirigido por las monjas salesianas. Los colegios más modernos de la zona son el colegio Patricio Lynch y el Guardia Marina Riquelme (bajo la administración de la Armada de Chile), también el colegio San Vicente y el colegio Luterano Concordia. En lo que respecta a educación municipal, encontramos el Liceo María Luisa Bombal, el Liceo Marítimo y el Liceo Tecnológico Alfredo Nazar Feres, los cuales se dedican a la educacional técnica-profesional.

## Personajes representativos
- Humberto Giannini (Filósofo, Premio Nacional de Humanidades 1999)
- Sergio Badilla Castillo (Escritor)
- Eugenio Ballesteros (Exsenador)
- Arnaldo Berríos (Actor)
- Claudia Delpin (Miss Chile 1997)
- Dúo Sonia y Myrian (Cantantes famosas de bolero)
- Alberto Eggeling Potts,(medalla de oro en lanzamiento de disco en atletismo mundial sénior)
- Payo Grondona(Cantautor)
- Carlos León Alvarado (Escritor y Académico de la Lengua)
- Los Blue Splendor (Banda de rock de los sesenta)
- Rosewell (banda de rock 2004)
- Los Blue Splendor.[4]
- Eugenio Méndez (Futbolista. Exseleccionado nacional)
- Conrado Welch (Futbolista, fue seleccionado nacional y socio fundador del Deportivo Playa Ancha)
- Carlos Muñoz Horz (Exdiputado)
- Ernesto Ottone Fernández (Secretario Ejecutivo adjunto de CEPAL).
- Marco Antonio Peña (Cantante lírico y pianista internacional)
- David Pizarro (Futbolista:. seleccionado nacional)
- Luis Emilio Recabarren (Dirigente obrero fundador del P. Comunista)
- Gitano Rodríguez (Cantautor y poeta)
- Einar Rosenqvist (Excónsul de Noruega, a comienzos del Siglo XX)
- Manuel Ulloa R.(Exfutbolista/panzer).
- Norman Cortés Larrieu (Exrector de la Universidad de Playa Ancha de Ciencias de la Educación)
- Carlos Muñoz "El Diantre" (poeta popular)
- Eugenio Carramiñana Fuentes, Dueño Emporio Santo Domingo, Vicepresidente Centro Cultural Teatro Mauri, hijo ilustre de Valparaíso.
- Giacomo Vaccarezza, comerciante italiano que llega a Playa Ancha apenas terminada la Segunda Guerra Mundial.

## Iniciativa para crear comuna
Existe una creencia de que los vecinos de Playa Ancha desean convertirse en comuna, y separarse administrativamente de Valparaíso. Sin embargo una encuesta realizada en 2005 por el Centro de Investigaciones Sociológicas de la Universidad de Valparaíso mostró que sólo a un 5,1 por ciento de los vecinos les gustaría ser una comuna separada de Valparaíso.

### "República independiente de..."
La "República de Playa Ancha", tomó ese apelativo ya que existió allí una plaza con el nombre de Plaza de la República.
Sus habitantes llaman familiarmente al barrio La República Independiente de Playa Ancha, lo que, según los habitantes, expresaría algo del carácter del lugar. 
La denominación coloquial "República independiente de..." es muy común y típica de lugares que expresan cierta reticencia a identificarse con ámbitos territoriales mayores o acusan algún nivel de postergación por parte de las autoridades centrales. 
Este apelativo, referido a un barrio o ciudad, se origina en un incidente ocurrido en 1882 en La Boca, Buenos Aires, Argentina. Allí se organizó una pasajera República Independiente de La Boca, que terminó inspirando diversos grupos sociales de dicho barrio (véase República de La Boca). 
Así aun hoy se habla de la "República independiente de La Boca" o la "República independiente de Arequipa", en Perú (donde el mote se reafirma en cierta identidad racista, debido a su autoimagen como "ciudad blanca"). El apelativo es también usado en muchas otras zonas de Chile, como la XII Región de Magallanes, Chiloé y las comunas de Maipú, Hualqui, San Miguel,. Incluso la Facultad de Ingeniería de la Universidad de Chile es conocida como "República independiente de Beaucheff", por el nombre de la calle donde se ubica.